# 瑞典—烏克蘭關係
瑞典–烏克蘭關係是指瑞典及烏克蘭之間的外交關係。兩國於1992年1月13日建交。瑞典在基輔設有大使館、在卡霍夫卡設有名譽領事館。烏克蘭在斯德哥爾摩設有大使館。兩國都是歐安組織、歐洲委員會、世界貿易組織和聯合國的成員。

## 外部連結
- Swedish embassy in Kyiv （页面存档备份，存于）
- Ukrainian embassy in Stockholm （页面存档备份，存于）